# Dragomazj
Dragomazj, Dragomǎž of Dragomazh (Bulgaars: Драгомъж) is een dorp (село) in de Bulgaarse oblast  Razgrad. Zij is gelegen in de gemeente Isperich en telde 353 inwoners op 31 december 2019. De afstand tussen de Bulgaarse hoofdstad Sofia en het dorp is 302 kilometer, terwijl Razgrad op 29 kilometer afstand ligt.

## Bevolking
In de eerste telling van 1934 registreerde het dorp 520 inwoners. Dit aantal neemt sindsdien langzaam af en schommelt sinds 1992 rond de 350 à 400 personen. Op 31 december 2019 werden er 353 inwoners geteld.
Van de 375 inwoners reageerden er 329 op de optionele volkstelling van 2011. Zo’n 200 personen identificeerden zichzelf als etnische Roma (61%), gevolgd door 119 Bulgaarse Turken (36%) en slechts 8 etnische Bulgaren (2%).
Het dorp heeft een relatief gunstige leeftijdsopbouw. In februari 2011 telde het dorp 375 inwoners, waarvan 80 tussen de 0-14 jaar oud (21%), 255 inwoners tussen de 15-64 jaar (67%) en 40 inwoners van 65 jaar of ouder (11%).